# Marion Josserand
Marion Josserand (Saint-Martin-d'Hères, 6 oktober 1986) is een Franse freestyleskiester. Ze vertegenwoordigde haar vaderland op de Olympische Winterspelen 2010 in Vancouver.

## Carrière
Bij haar wereldbekerdebuut in januari 2007 in Flaine eindigde Josserand op de negende plaats. In Madonna di Campiglio nam de Française deel aan de wereldkampioenschappen freestyleskiën 2007, op dit toernooi eindigde ze als zesde op de skicross. In januari 2009 boekte Josserand in St. Johann in Tirol haar eerste wereldbekerzege. Op de wereldkampioenschappen freestyleskiën 2009 in Inawashiro eindigde de Française op de elfde plaats. Tijdens de Olympische Winterspelen van 2010 in Vancouver veroverde ze de bronzen medaille op de skicross.

## Resultaten

### Olympische Spelen
| Jaar | Plaats    | Resultaten |
| ---- | --------- | ---------- |
| 2010 | Vancouver | Skicross   |

### Wereldkampioenschappen
| Jaar | Plaats               | Resultaten   |
| ---- | -------------------- | ------------ |
| 2007 | Madonna di Campiglio | 6e Skicross  |
| 2009 | Inawashiro           | 11e Skicross |

### Wereldbeker
Eindklasseringen
| Seizoen   | Algm | SX  |
| --------- | ---- | --- |
| 2006/2007 | 47e  | 9e  |
| 2008/2009 | 22e  | 6e  |
| 2009/2010 | 54e  | 18e |
| 2010/2011 | 56e  | 17e |
| 2012/2013 | 74e  | 17e |

Wereldbekerzeges
| Datum          | Plaats              | Onderdeel |
| -------------- | ------------------- | --------- |
| 5 januari 2009 | St. Johann in Tirol | Skicross  |